# トニナ
トニナ（Toniná）は、メキシコのチアパス州にある古代マヤの遺跡。今のオコシンゴの東、オコシンゴ盆地の北の斜面に位置する。65キロメートルほど北にはパレンケがある。マヤの低地と高地を結ぶ貿易の要地であったかもしれない。
トニナは現代の名で、古典期には「ポ」または「ポポ」と呼ばれた。

## 遺跡

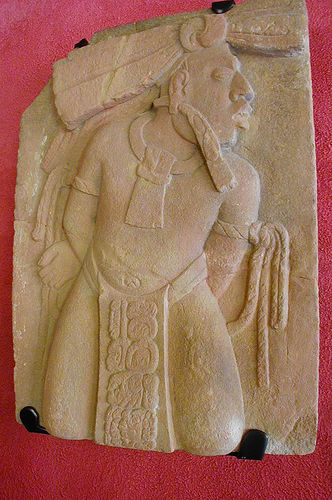
縛られた捕虜を描いたモニュメントが多数発見されている

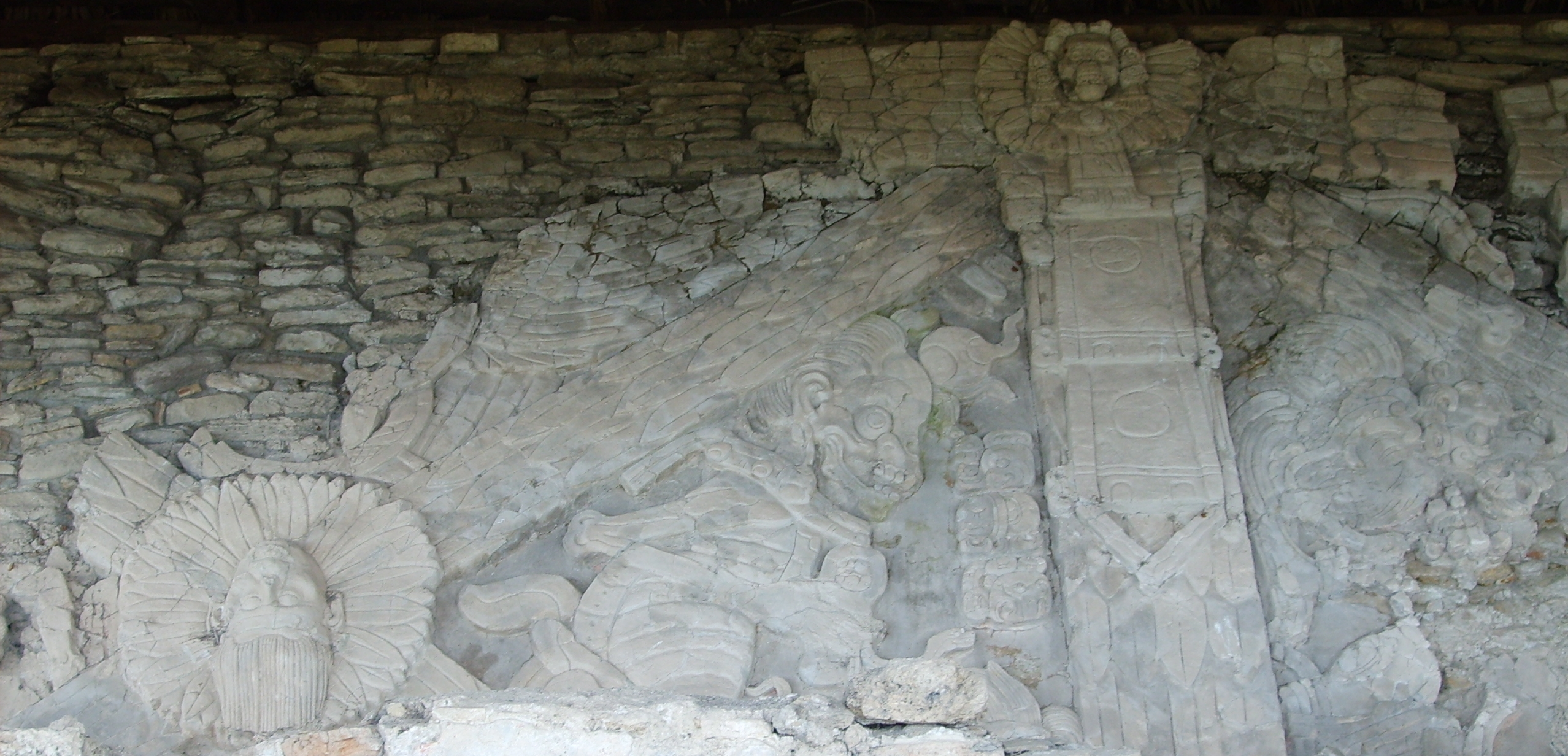
フリーズ。かつては彩色されていた

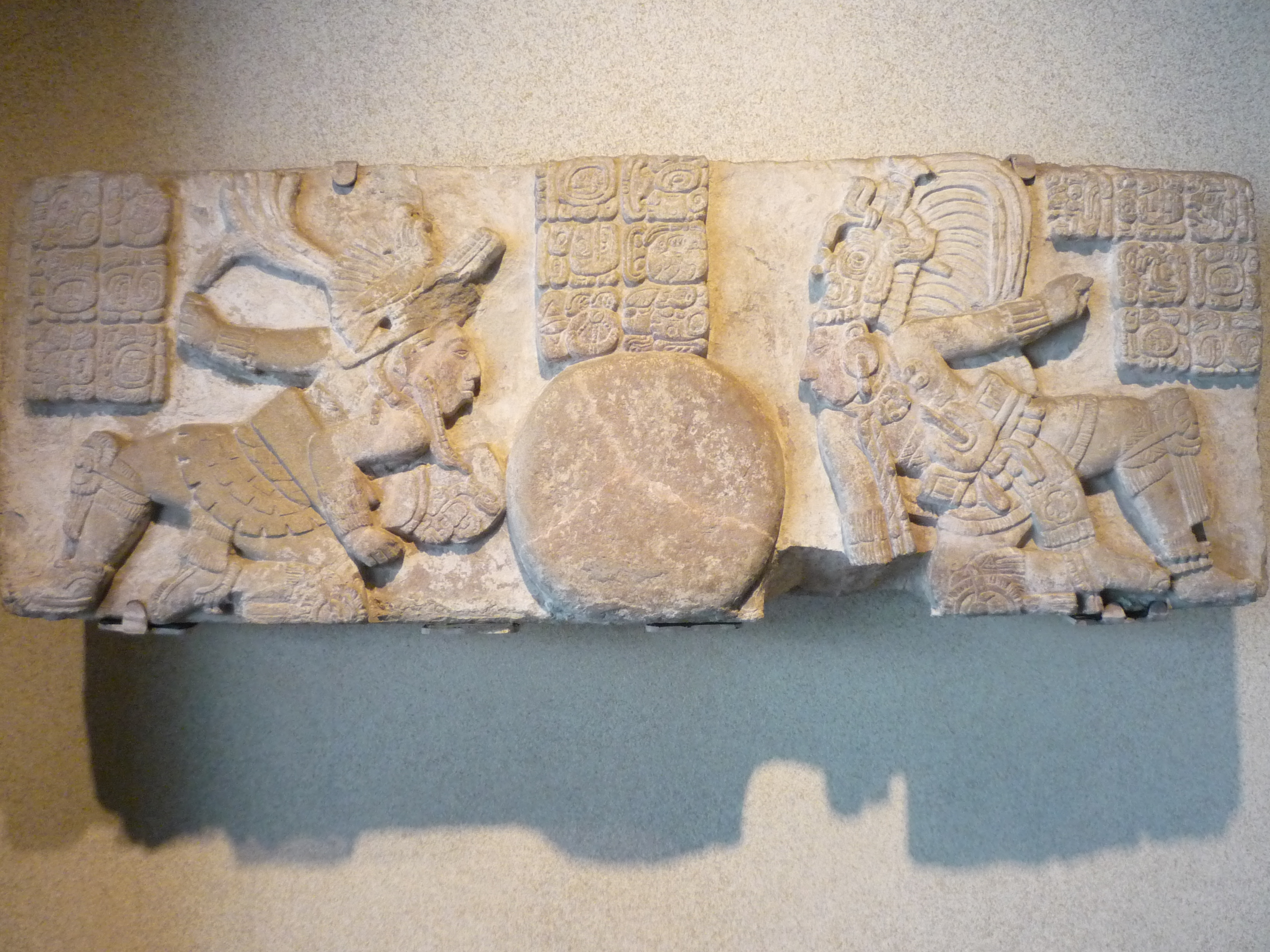
球戯で対戦するキニチ・バークナル・チャークとカラクムル王

マヤ遺跡の多くが平地であるのに対し、トニナは急斜面上に7層からなるテラスを設けており、その上に建てられた多数の建物の眺めは壮観である。一番下に大きな神殿と球戯場がある。
遺物は数が多く、『マヤ神聖文字碑文集成』には250種類ほどがあるとしているが、現在も発見され続けている。捕虜を描いた多数の像や、祭祀の奉納に使われた円板状のモニュメントなどがある。
第5層からは奇怪な彫刻を施した漆喰のフリーズが発見された。
2015年、トニナのアクロポリスの下にあるのはそれまで考えられていたような自然の丘ではなく、74メートルの高さを持つ巨大なピラミッドであることがわかったと発表された。

## 歴史
トニナでは古典期前期の建築の上に古典期後期の建築が建てられているため、今のところ6世紀より前の歴史についてはわからない。
687年にパレンケに攻撃されて敗れたが、688年にキニチ・バークナル・チャークが即位すると外征を繰りかえし、東のラカンドン地方にも勢力を伸ばした。パレンケと覇を争い、711年にはパレンケを破ってその王を捕えた。
9世紀にはいると他のマヤの都市と同様に衰退したが、辺境に位置していたためか、比較的おそくまで残った。10.4.0.0.0（909年）の長期暦の日付を記した石碑が残るが、これはマヤの長期暦でもっとも遅い日付である。その後も100年ほどは人が住んでいたかもしれない。フアン・ヤデウンはトルテカの特徴を持つ9世紀の墓を発掘し、中央メキシコ人に占領されたという説を述べている。

## 再発見
1545年にドミニコ会によって近くのオコシンゴに教会が建てられた。17世紀の終わりに修道士ハシント・ガリドがはじめてトニナの記録を残した。1808年にルクセンブルク出身のギヨーム・デュペーがトニナを訪れた。1920年代にデンマークのフランス・ブロムとアメリカ合衆国のオリバー・ラ・ファージによる最初の科学的な調査結果が出版された。
1972年から1980年まで、フランスのメキシコ考古学調査団が発掘を行った。1978年以降、フアン・ヤデウン率いるメキシコの国立人類学歴史研究所(INAH)によって発掘と修復が行われている。